# Revoluções de 1830
Revoluções de 1830 é a designação dada na historiografia europeia ao conjunto de movimentos revolucionários que abalaram o continente europeu no início da década de 1830. O movimento iniciou-se em 1830 na França, com o levantamento que ficou conhecido como a Revolução dos Três Dias Gloriosos, as Revoluções liberais alastraram-se pela Europa: a Bélgica se libertou da Holanda e houve tentativas (fracassadas) de unificação da Alemanha e da Itália e de libertação da Polónia. O movimento teve também posteriores repercussões em Portugal e Espanha. No Brasil, no dia 7 de Abril de 1831, um forte movimento de oposição popular levou o Imperador Dom Pedro I à abdicação. Em 1829, a Grécia já se libertara da dominação turca.
O pano de fundo foi comum: propagação do liberalismo e nacionalismo como ideologias; a subprodução agrícola (acarretando alta de preços de géneros alimentícios) e o subconsumo industrial (provocando falência de fábricas e o desemprego do proletariado); descontentamento do proletariado urbano, devido ao desemprego, a salários baixos e à alta do custo de vida; descontentamento da burguesia, excluída do poder político e atingida pela crise econômica.

## Revolução de 1830 na França

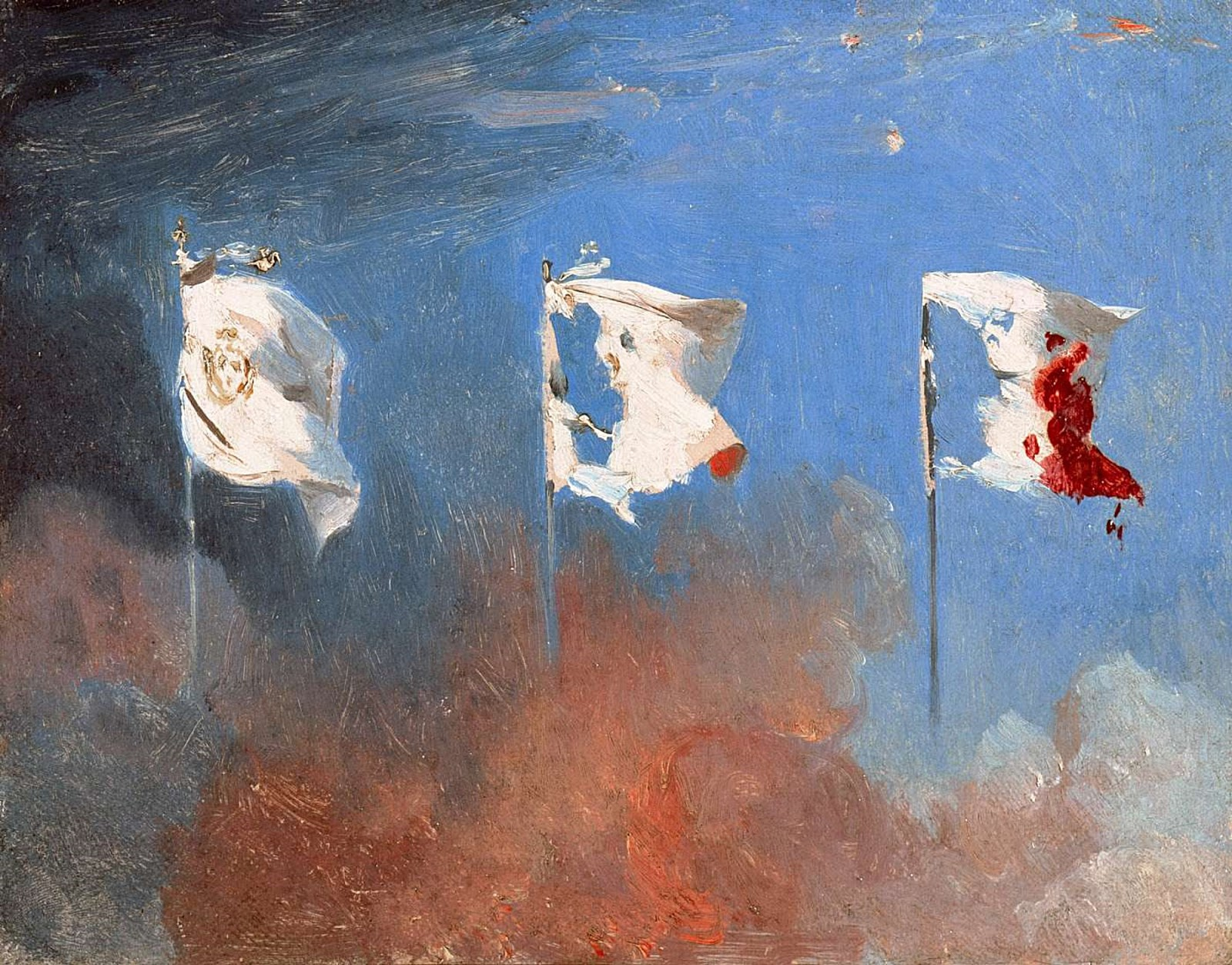
Léon Cogniet, Cenas de Julho de 1830, uma pintura que alude à Revolução de Julho de 1830.

Na França, o Congresso de Viena trouxe de volta os Bourbons. As potências reunidas em Viena impuseram à França o Segundo Tratado de Paris, cujas condições eram mais drásticas que as do Primeiro: ela ficou reduzida às suas fronteiras de 1789, teve de pagar uma indenização de guerra de 700 milhões de francos, foi obrigada a restituir os tesouros artísticos confiscados dos povos conquistados e aceitar a ocupação do norte do país, durante cinco anos, por tropas das potências vencedoras. 

### Ascensão de Carlos X

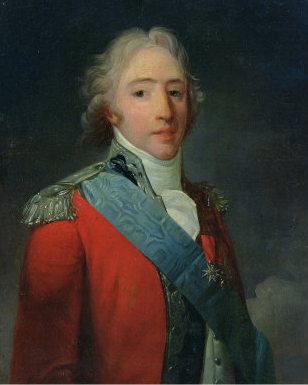
Carlos X.

Nos últimos cinco anos do reinado de Luís XVIII (1815-1824) e por todo o reinado de Carlos X, o conde de Artois (1824-1830), sucederam-se perturbações internas graves. Se o governo de Luís XVIII foi marcado pela moderação , a ascensão de Carlos X reviveu o absolutismo de direito divino, o favorecimento à nobreza e a sufocação da burguesia. Este monarca decidiu confiar a chefia do governo ao príncipe de Polignac. Longe de resolver os problemas o novo estadista preocupou-se com uma bem sucedida expedição à Argélia. Dessa maneira, podemos dizer que a principal causa da Revolução de 1830 na França foi o absolutismo exacerbado de Carlos X, indo completamente contra os ideais vistos desde a Revolução Francesa de 1789, que expressava o liberalismo e a tentativa da burguesia de fim da centralização real.

### Câmara X Poder Real
No ano de 1827, as oposições, formadas por constitucionalistas e independentes, venceram as eleições legislativas e a nova Câmara dos Deputados, dominada por liberais, entrou em conflito com o rei. Em 1830, o rei dissolveu a Câmara e convocou novas eleições, também vencidas pela oposição. Então, o monarca reagiu em 25 de Julho de 1830,  com a publicação das Ordenanças ou Ordenações de Julho: suprimia a liberdade de imprensa (impunha a censura total); anulava as últimas eleições e dissolvia a câmara recém-eleita e de maioria liberal; modificava os critérios para a fixação do censo eleitoral, favorecendo uma minoria (reduzia o eleitorado); e permitia ao rei governar através de decretos. Essas "Ordenações de Julho" coincidiram com grave crise econômica e precipitaram a Revolução.

### Revolução de Julho de 1830

A Liberdade Guiando o Povo, quadro no qual Delacroix mostra a revolta da população parisiense, que, mobilizada pelas idéias liberais, em 1830, sai às ruas para pôr fim ao absolutismo.

Nos dias 27,  28 e 29 de julho de 1830, conhecidos como os três dias gloriosos, o povo de Paris e as sociedades secretas republicanas, liderados pela burguesia liberal, fizeram uma série de levantes contra Carlos X. Levantaram-se barricadas na capital francesa e generalizou-se da luta civil. As revoltas populares sucediam-se a tal ponto que a própria Guarda Nacional acabou por as apoiar, aderindo à sedição. Após lutas nas ruas parisienses (as Três Gloriosas), o último Bourbon teve de partir para o exílio no começo de agosto. 

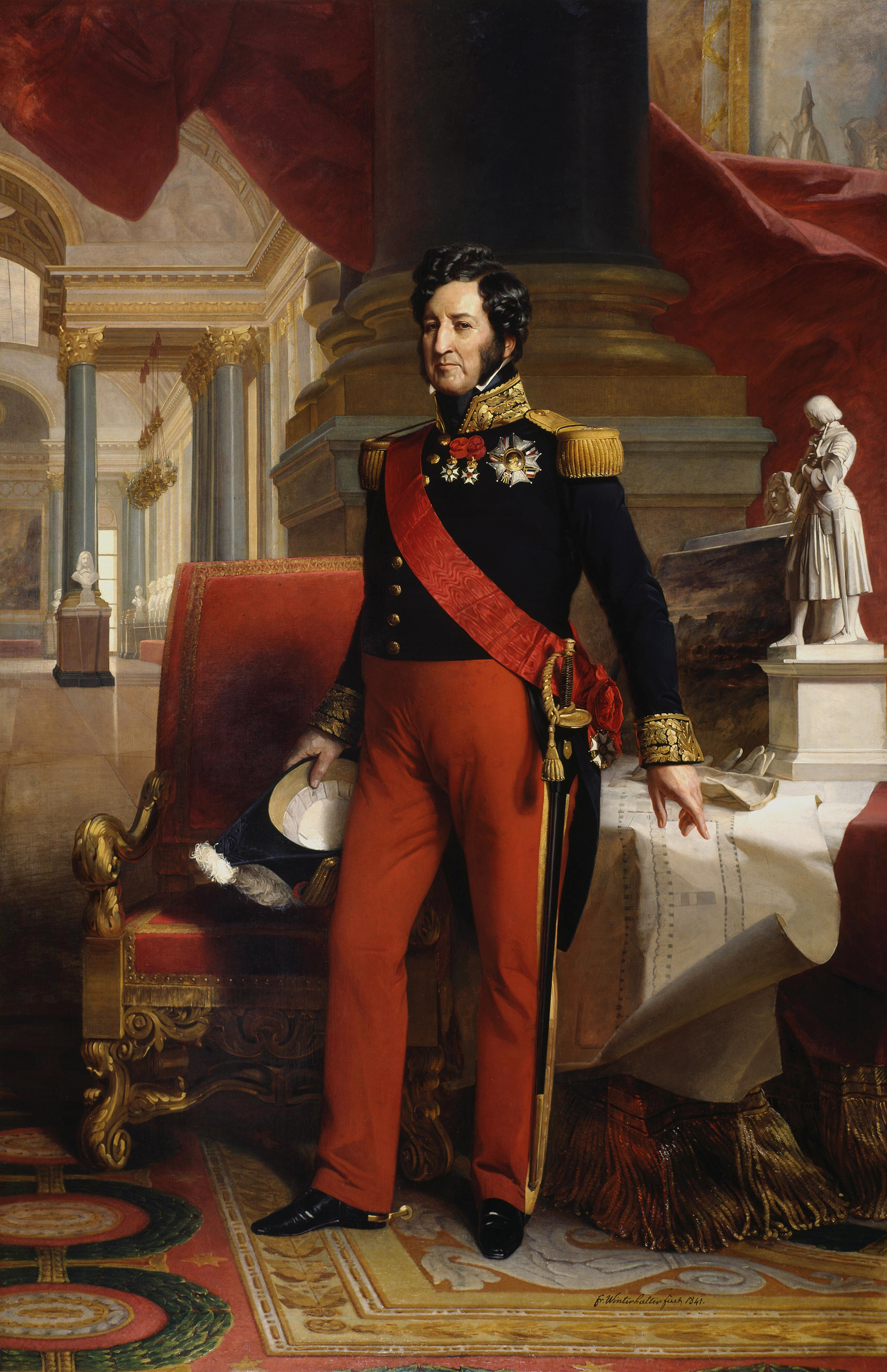
Luís Filipe I, o rei burguês.

Temerosa do radicalismo das classes que haviam feito a revolução (pequena burguesia e proletariado urbano), a alta burguesia instalou no poder o primo do rei, Luís Filipe de Orleans, o "Rei Burguês", monarca constitucional e liberal de outro ramo da nobreza francesa. "De agora em diante, os banqueiros reinarão na França", como afirmou Jacques Lafitte,[carece de fontes?] banqueiro e político que participou das manobras para colocar Luís Filipe no trono. Ele tinha razão. Todas as facções da burguesia, como industriais e comerciantes, haviam participado da luta contra o poder real e a velha aristocracia, mas quem assumiu o poder foi apenas uma parcela da burguesia - a do capital financeiro.[carece de fontes?]
Apoiado por banqueiros como Casimire Pérere e contando com ministros como Thiers ou Guizot, a Monarquia de Julho vem assim conseguir impor um clima de paz e prosperidade.[carece de fontes?].

## Expansão da Revolução
A Revolução de 1830, na França, teve um caráter apenas liberal, isto é, antiabsolutista. Sua expansão para outras regiões da Europa, porém, assumiu também um caráter nacional, opondo-se às diretrizes do Congresso de Viena, que havia colocado várias nacionalidades sob o domínio de algumas potências europeias.

### Revolução de 1830 na Bélgica

Mapa mostrando a Bélgica e a Holanda entre 1815 e 1830.

Os acontecimentos parisienses repercutiram na Bélgica que, pelo Congresso de Viena, fora submetida à Holanda no artificial Reino dos Países Baixos. Havia profundas diferenças entre os dois povos: os belgas eram católicos, de idioma valão (próximo ao francês), industriais e partidários do protecionismo alfandegário a fim de favorecer suas nascentes indústrias contra a concorrência estrangeira; os holandeses seguiam o protestantismo, sua língua é semelhante ao alemão, viviam do comércio e eram adeptos do livre-cambismo. 

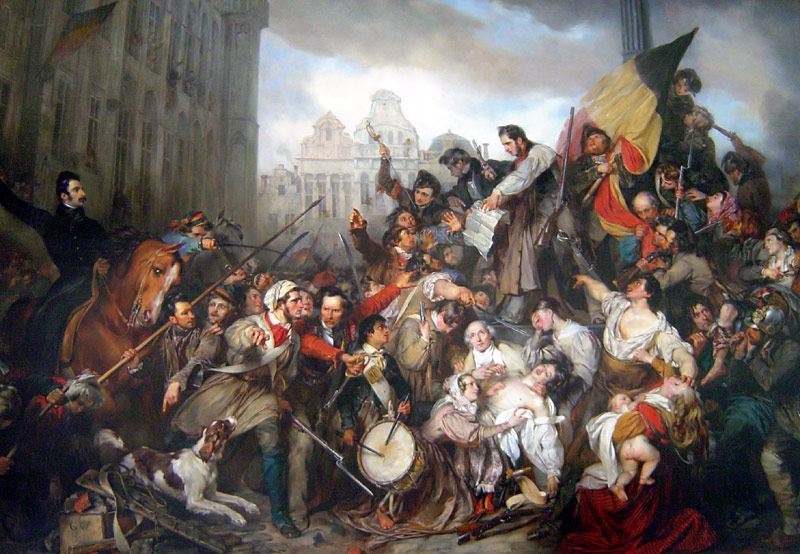
Episódio da revolução de 1830 na Bélgica.

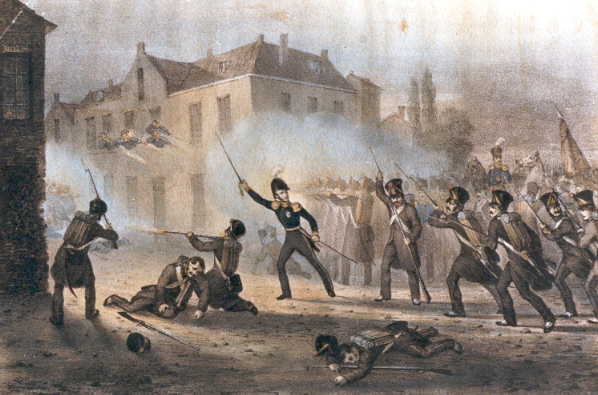
Tropas holandesas na Bélgica.

A monarquia, adotando diretrizes políticas beneficiando os holandeses, como a imposição por Guilherme I de Orange do holandês como língua oficial, provocou a Revolução de matrizes fortemente nacionais: luta pela independência. A Holanda pediu ajuda à Santa Aliança para reprimir os rebeldes.
O sucesso belga foi facilitado pela conjuntura internacional. França e Inglaterra, governos liberais, auxiliaram a causa belga e não permitiram a intervenção da Santa Aliança; Áustria, Prússia e Rússia, de governos conservadores e favoráveis à política de intervenção, viram-se paralisadas por outras revoluções.
A independência belga só foi reconhecida pela Holanda em 1839. A Revolução da Bélgica acarretou dupla alteração no sistema estabelecido em Viena: o surgimento de novo Estado Nacional e a organização de uma monarquia liberal e constitucional.

### Revolução de 1830 na Polônia
Na Polônia, a Revolução também assumiu o carácter de movimento pela independência. Após o Congresso de Viena, a maior parte do país ficara submetida à Rússia. Aproveitando-se da organização de um exército para intervir na Bélgica, a Varsóvia, com auxílio de franceses, se rebelou contra a dominação russa. Em pouco tempo, o movimento liberal e nacionalista atingiu todo o país. Tropas do czar da Rússia Nicolau I esmagaram os patriotas poloneses. A derrota, seguida de violenta repressão, decorreu também pela falta de ajuda externa e pela cisão entre revolucionários, divididos em republicanos (burgueses) e monarquistas (pequena nobreza).

### Revolução de 1830 nos Estados Italianos
Nos Estados italianos, as agitações tiveram um caráter liberal em regiões aristocráticas, nacional nas áreas sob domínio austríaco (Parma e Módena) e antipapal nos Estados papais. As conquistas foram efêmeras, pois a intervenção austríaca restaurou a ordem absolutista anterior.

### Revolução de 1830 nos Estados Alemães
Na atual Alemanha, verificou-se uma série de revoltas (Hanôver, Saxe, etc.), logo abafadas pela intervenção austríaca. Na Prússia, ocorreram movimentos liberais que procuravam submeter o poder real a uma Constituição.
Pretendendo reforçar o sistema repressivo, para o que se impunha contar com a colaboração da Prússia, o governo austríaco admitiu a criação do Zollverein (união aduaneira), concretizada por iniciativa prussiana, e conduzindo à união econômica dos Estados alemães. O Zollverein representava a união econômica, precedendo a unificação política e tornando-a imprescindível para assegurar a continuidade dos progressos econômicos; além do mais, acentuava a projeção da Prússia como núcleo posterior da unificação política, ao mesmo tempo que conduzia à marginalização da Áustria.

### Revolução de 1830 em Portugal
Em Portugal, D. Pedro IV (Pedro I do Brasil) derrotou as forças absolutistas de seu irmão D. Miguel, assegurando direitos de D. Maria da Glória e garantindo a vigência de uma Constituição liberal (1834). A Santa aliança não interveio em Portugal devido a objeções do governo inglês.

### Revolução de 1830 na Espanha
Na Espanha, a sucessão de Isabel, herdeira de Fernando VII, foi contestada por D. Carlos, apoiado em forças absolutistas; graças à ação do general Baldomero Espartero, de tendências liberais, os Carlistas foram derrotados e uma Constituição liberal promulgada.

### Resultados
Fora da França, portanto, atingiu êxito a revolução liberal na Bélgica, que se tornou independente, e em Espanha e em Portugal, esta última que não foi invadida pela Santa Aliança devido a intervenção inglesa. Todas as demais revoltas que adquiriram carácter nacional foram massacradas por tropas da Santa Aliança. O fermento revolucionário, no entanto, continuou por toda a Europa, tornando a restauração imaginada por Metternich, pelo czar Alexandre I e por outros uma obra falida: o liberalismo e, mais tarde, o nacionalismo triunfariam em quase toda a Europa.